# قاضی‌پور-۱
قاضی‌پور-۱ (به لاتین: Gazipur-1) یک منطقهٔ مسکونی در بنگلادش است که در ناحیه قاضی‌پور واقع شده‌است.